# (9195) 1992 OF9
(9195) 1992 OF9 là một tiểu hành tinh nằm ở rìa ngoài của vành đai chính. Nó được phát hiện bởi Henri Debehogne và Álvaro López-García ở Đài thiên văn La Silla ở Chile ngày 26 tháng 7 năm 1992.